# Bring mich nach Hause
Bring mich nach Hause (Vezmi mě domů) je čtvrté studiové album německé hudební skupiny Wir sind Helden. Bylo vydáno 27. srpna 2010 u Columbia Records a řadí se do popmusic.

## Seznam stop
1. Alles (Všechno) – 4:18
2. Was uns beiden gehört (Co patří nám oběma) – 3:01
3. Bring mich nach Hause (Vezmi mě domů) – 5:02
4. Flucht in Ketten (Útěk v řetězech) – 3:57
5. Die Ballade von Wolfgang und Brigitte (Balada o Wolfgangovi a Brigitte) – 4:44
6. Dramatiker (Dramatik) – 3:24
7. 23:55: Alles auf Anfang (23:55: Všechno na začátku) – 3:09
8. Die Träume anderer Leute (Sny jiných lidí) – 3:58
9. Meine Freundin war im Koma und alles, was sie mir mitgebracht hat, war dieses lausige T-Shirt (Moje kamarádka byla v kómatu a všechno, co mi přinesla, bylo toto mizerné tričko)– 3:58
10. Kreise (Kruhy) – 3:22
11. Im Auge des Sturms (V oku bouře) – 5:20
12. Nichts, was wir tun könnten (Nic, co bychom mohli dělat) – 3:22